# 亞伯特·貝爾
亞伯特·喬胡安·貝爾（英語：Albert Jojuan Belle，1966年8月25日—），又名喬伊·貝爾（Joey Belle），為美國職棒大聯盟的左外野手，生涯曾效力過印地安人、白襪與金鶯等隊。1995年，他成為大聯盟史上唯一一位單季敲出50轟與50支二壘安打的選手。此外，他也是大聯盟首位在補償合約中年薪突破千萬的選手。
貝爾生涯共入選5次明星賽，並拿下5座銀棒獎。1991年至2000年間，他平均能敲出37轟與120分打點。他也是大聯盟唯六位能連續9季單季敲出百分以上打點的選手之一。

## 職業生涯
1987年大聯盟選秀，貝爾在第二輪被印地安人選走。他在1989年7月15日登上大聯盟。1992年，他差點成為大聯盟第五位將球打過老虎隊主場左外野屋頂的球員，不過這顆全壘打球最後反彈回到場內。
1994年，貝爾繳出3成57的打擊率，僅以0.02%的差距輸給保羅·歐尼爾無緣拿下打擊王。1995年，他成為大聯盟唯一一位單季敲出50轟與50支二壘安打的球員。更難能可貴的是，這年球季因為罷工壓縮到上半季，導致貝爾僅出賽143場比賽。
儘管貝爾的全壘打、打點、得分、長打率和壘打數都是美聯第一，但他卻在MVP票選上輸給Mo Vaughn拿下第二名。1996年球季結束後，貝爾和白襪簽下5年5500萬美元的合約。這是大聯盟史上第一次出現年薪千萬的合約內容。1997年5月，他繳出連續27場比賽敲安的亮眼表現。1998年，他敲出49轟與48支二壘安打，差點就再度寫下雙50的紀錄，而49轟至今仍是白襪隊史紀錄。另外他單季打回152分打點同樣刷新隊史紀錄，至今仍無人打破。在小卡爾·瑞普肯終止連續出賽2632場比賽的紀錄後，貝爾接替成為第一名。但他在隔年就因缺乏拚勁被總教練坐板凳，個人紀錄停留在392場。
1998年10月，白襪拒絕為貝爾加薪，因此他投入自由市場。最後他和金鶯簽下5年6500萬美元的合約。不過兩年後，貝爾就罹患臀部骨關節炎而宣布退休，那時候他才34歲而已。然而因為保險政策的條件，讓他在接下來的3年都繼續留下球隊的40人名單內，直到5年合約走完為止。2000年10月1日，貝爾在生涯最後一個打席敲出全壘打，寫下漂亮的句點。

## 生涯打擊成績
| 出賽次數 | 打席 | 打數 | 得分 | 安打 | 二安 | 三安 | 全壘打 | 打點 | 盜壘 | 保送 | 三振 | 打擊率 | 上壘率 | 長打率 | OPS  |
| -------- | ---- | ---- | ---- | ---- | ---- | ---- | ------ | ---- | ---- | ---- | ---- | ------ | ------ | ------ | ---- |
| 1539     | 6676 | 5853 | 974  | 1726 | 389  | 21   | 381    | 1239 | 88   | 683  | 961  | .295   | .369   | .564   | .933 |

## 違法問題
1995年10月，貝爾在自家因拒絕萬聖節搗蛋而遭到青少年丟雞蛋，因此貝爾駕車追趕其中一人，最後他因魯莽駕駛被罰款100美元。該名少年的監護人認為貝爾的車有撞到該名少年，因此對他提起控訴索賠85萬美元，最後雙方在1997年完成和解。
2006年，貝爾因為跟蹤前女友，被判處90天拘役和5年緩刑。2018年3月25日，貝爾因為被指控猥褻與酒駕而在亞利桑那州被捕。

## 外部連結
- 球員資訊和成績在MLB，ESPN，Retrosheet ，Baseball Reference ，Fangraphs ，The Baseball Cube （英文）
- 亞伯特·貝爾在台灣棒球維基館上的頁面（繁體中文）

| 奖项与成就                                                                                                 | 奖项与成就                                                                       | 奖项与成就                                                           |
| --- | -------------------------------------------------------------------------------- | -------------------------------------------------------------------- |
| 前任： 法蘭克·湯瑪斯 蓋瑞·安德森 拉斐爾·帕梅洛 德瑞克·基特 拉斐爾·帕梅洛 & 伊凡·羅德里奎茲 埃德加·馬丁尼茲 | 美聯單月最佳球員 1994年6月 1995年8月&9月 1998年7月 1998年9月 1999年9月 2000年6月 | 繼任： 法蘭克·湯瑪斯 德瑞克·基特 曼尼·拉米瑞茲 傑梅恩·戴伊 強尼·戴蒙 |